# Klaus Wende
Klaus Wende es un deportista alemán que compitió en vela en la clase Flying Dutchman. Ganó dos medallas en el Campeonato Mundial de Flying Dutchman, oro en 1984 y plata 1986.

## Palmarés internacional
| \| Campeonato Mundial \| Campeonato Mundial \| Campeonato Mundial \| Campeonato Mundial \| \| Año \| Lugar \| Medalla \| Clase \| \| ------------------ \| ----------------------- \| ------------------ \| ------------------ \| \| 1984 \| La Rochelle (Francia) \| Medalla de oro \| Flying Dutchman \| \| 1986 \| Río de Janeiro (Brasil) \| Medalla de plata \| Flying Dutchman \| |                         |                  |                 |
| Campeonato Mundial |                         |                  |                 |
| Año | Lugar                   | Medalla          | Clase           |
| 1984 | La Rochelle (Francia)   | Medalla de oro   | Flying Dutchman |
| 1986 | Río de Janeiro (Brasil) | Medalla de plata | Flying Dutchman |